# Laane (Padise)
Pour les articles homonymes, voir Laane.
Laane est un village de la commune de Padise du comté de Harju en Estonie.
Au 31 décembre 2011, il compte 15 habitants.